# Флор Алпертс
Флор Алпертс (на нидерландски: Flor Alpaerts) е белгийски композитор, педагог и диригент. Роден е на 12 септември 1876 в Антверпен. Починал на 5 октомври 1954 в Антверпен.